# 平面波
本条目中，向量與标量分別用粗體與斜體顯示。例如，位置向量通常用 {\displaystyle \mathbf {r} \,\!} 表示；而其大小則用 {\displaystyle r\,\!} 來表示。

一個平面波的波前行進於空間。

在三維空間裏，平面波（plane wave）是一種波動，其波阵面（在任何時刻，波相位相等的每一點所形成的曲面）是相互平行的平面。平面波的傳播方向垂直於波前。假若平面波的振幅不是常數，例如，振幅是位置的函數，則稱此種平面波為「非均勻平面波」。:24-27
加以延伸，平面波這術語時常用來形容，在空間的一個局部區域裏，近似於平面波的波動。例如，一個局部區域波源，像發射無線電波的天線，所發射出的電磁波，在遠場區可以近似為平面波。等價地說，對於在一個均勻介質內，波的傳播距離超長於波長的案例，在幾何光學的正確極限內，射線區域性地對應於近似平面波。

## 數學表述

在时间等于零时，正相移导致波向左移位。

随着t增加，波向右移动，给定点x处的值振荡正弦波。

3D平面波的动画。 每种颜色表示波的不同的相位。

用數學來表述，波動方程式為
{\displaystyle \nabla ^{2}f-{\frac {1}{v^{2}}}{\frac {\partial ^{2}f}{\partial t^{2}}}=0} ；
其中，{\displaystyle f(\mathbf {x} ,t)} 是描述波動的函數，{\displaystyle \nabla ^{2}} 是拉普拉斯算符，{\displaystyle v} 是波動傳播的速度，{\displaystyle \mathbf {x} } 是位置，{\displaystyle t} 是時間。
描述平面波的函數 {\displaystyle {\tilde {\psi }}(\mathbf {x} ,t)} 是波動方程式的一種解答：
{\displaystyle \nabla ^{2}{\tilde {\psi }}-{\frac {1}{v^{2}}}{\frac {\partial ^{2}{\tilde {\psi }}}{\partial t^{2}}}=0} 。
平面波 {\displaystyle {\tilde {\psi }}(\mathbf {x} ,t)} 的形式為：
{\displaystyle {\tilde {\psi }}(\mathbf {x} ,t)={\tilde {A}}e^{i(\mathbf {k} \cdot \mathbf {x} -\omega t)}} ；
其中，{\displaystyle i} 是虛數單位，{\displaystyle \mathbf {k} } 是波向量，{\displaystyle \omega =kv} 是角頻率，{\displaystyle {\tilde {A}}} 是複值的振幅純量。
取複函數的實部，則可以得到其物理意義。
{\displaystyle \operatorname {Re} \{{\tilde {\psi }}(\mathbf {x} ,t)\}=|{\tilde {A}}|\cos(\mathbf {k} \cdot \mathbf {x} -\omega t+\arg {\tilde {A}})} 。
注意到在任意時刻 {\displaystyle t=t_{0}} ，波相位不變的曲面滿足方程式
{\displaystyle \mathbf {k} \cdot \mathbf {x} -\omega t_{0}+\arg {\tilde {A}}=c_{1}} ，
或者，
{\displaystyle \mathbf {k} \cdot \mathbf {x} =c_{2}} ；
其中，{\displaystyle c_{1}} 、{\displaystyle c_{2}} 是任意常數。
所有滿足這方程式的 {\displaystyle \mathbf {x} } 形成一個與 {\displaystyle \mathbf {k} } 相互垂直的平面，平行波的波前就是這種平面，所有的波前都與 {\displaystyle \mathbf {k} } 相互垂直，都相互平行。
對於向量的波動方程式，像描述在彈性固體內的機械波或電磁波的波動方程式：
{\displaystyle \nabla ^{2}\mathbf {E} -{\frac {1}{v^{2}}}{\frac {\partial ^{2}\mathbf {E} }{\partial t^{2}}}=0} ，
{\displaystyle \nabla ^{2}\mathbf {B} -{\frac {1}{v^{2}}}{\frac {\partial ^{2}\mathbf {B} }{\partial t^{2}}}=0} ；
其中，{\displaystyle \mathbf {E} } 是電場，{\displaystyle \mathbf {B} } 是磁場;
解答也很類似：
{\displaystyle {\tilde {\boldsymbol {\psi }}}(\mathbf {x} ,\ t)={\tilde {\mathbf {A} }}e^{i(\mathbf {k} \cdot \mathbf {x} -\omega t)}} ；
其中，{\displaystyle {\tilde {\mathbf {A} }}} 是複值的振幅向量。
横波的振幅向量垂直於波向量，像傳播於均向性介質的電磁波。縱波的振幅向量平行於波向量，像傳播於氣體或液體的聲波。
傳播於某介質內，角頻率與波向量之間的關係，可以以函數 {\displaystyle \omega (\mathbf {k} )} 表達，稱為介質的色散關係。對於這介質，波的相速度是 
{\displaystyle v_{p}=\omega /k} ，
群速度是 
{\displaystyle v_{g}={\frac {\partial \omega }{\partial \mathbf {k} }}} 。

## 参阅
- 波动方程